# Lepidopilidium brunneoleum
Lepidopilidium brunneoleum là một loài rêu trong họ Pilotrichaceae. Loài này được (Müll. Hal.) Broth. ex Paris mô tả khoa học đầu tiên năm 1909.